# Suplac
Suplac (Hongaars: Külüllőszéplak) is een comună in het district Mureş, Transsylvanië, Roemenië. Het is opgebouwd uit vijf dorpen, namelijk:
- Idrifaia (Hongaars: Héderfája)
- Laslău Mare (Hongaars: Oláhszentlászló)
- Laslău Mic (Hongaars: Kisszentlászló)
- Suplac (Hongaars: Külüllőszéplak)
- Vaidacuta (Hongaars: Vajdakuta)

De gemeente maakt deel uit van de etnografische regio Küküllőszög. 

## Zie ook

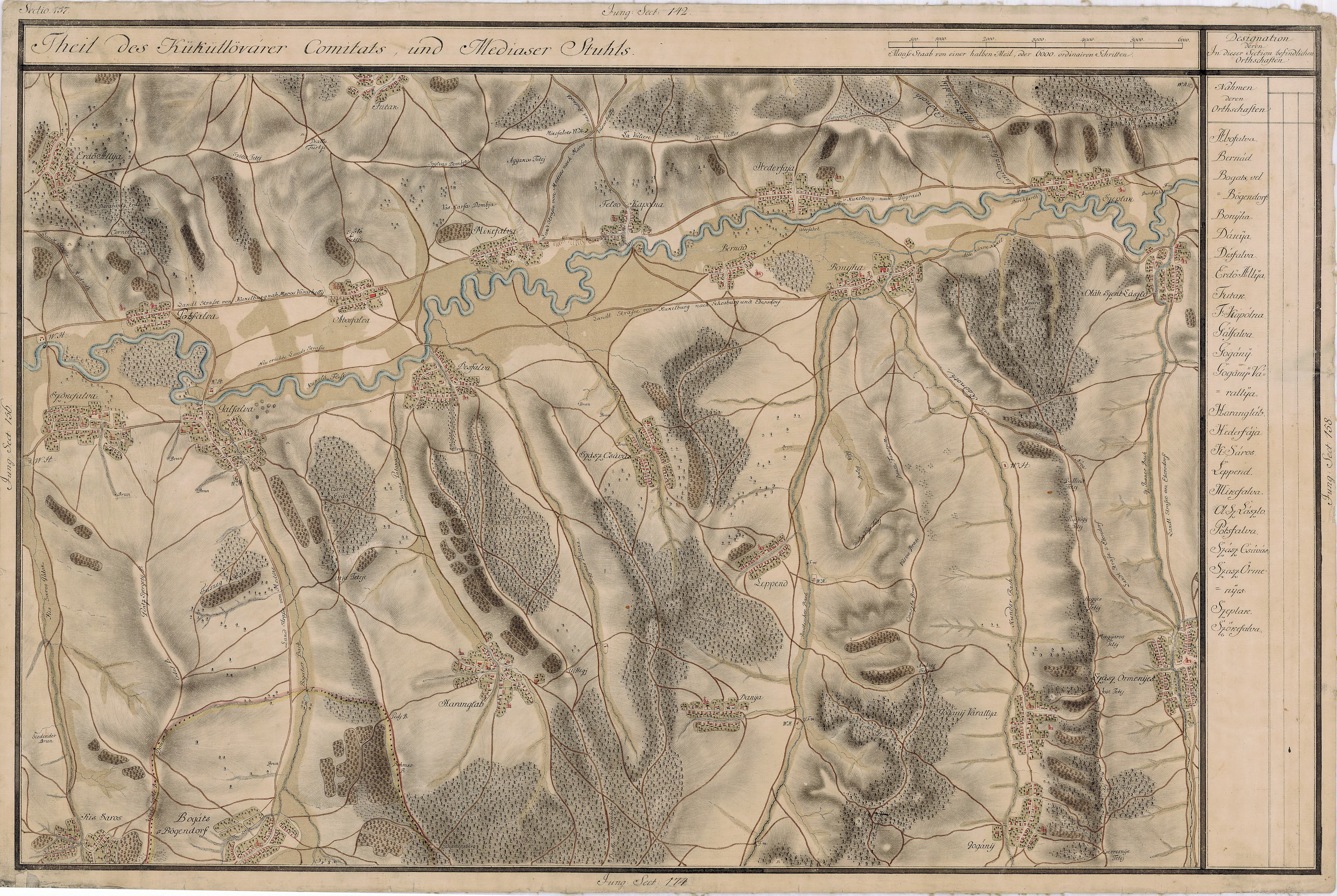
Suplac geschreven als Szeplak op de Jozefijnse Landsopname uit 1769-1773 (rechtsboven)

## Geschiedenis
De comună maakte deel uit van de provincie Transsylvanië van het vroegere Szeklerland. Tot 1918 maakte het deel uit van het Maros-Torda Comitaat van Koninkrijk Hongarije. Na het Verdrag van Trianon uit 1920 werd het een deel van Roemenië.

## Economie
Het Laslău Mare Aardgasveld is gelegen in het dorpje Laslău Mare. Het werd opgericht in 1925 en is nog steeds in werking. De aardgasreserves worden geschat op zo'n 5.000.000.000 (5 miljard) cubieke meter.

## Demografie
De comună heeft een Szeklers-Hongaarse meerderheid. Volgens de census van 2011 heeft het een bevolking van 2.202 waarvan 1.129 (51,27%) Hongaren en 791 (35,92%) Roemenen zijn.
- Idrifaia (Hongaars: Héderfája) 677 inwoners (647 Hongaren; 96,7%)
- Laslău Mare (Hongaars: Oláhszentlászló)
- Laslău Mic (Hongaars: Kisszentlászló)
- Suplac (Hongaars: Külüllőszéplak) 786 inwoners(432 Hongaren; 55,6%)
- Vaidacuta (Hongaars: Vajdakuta)